# Millettia speciosa
Millettia speciosa är en ärtväxtart som beskrevs av John George Champion. Millettia speciosa ingår i släktet Millettia och familjen ärtväxter. Inga underarter finns listade i Catalogue of Life.